# Zafra kaicherae
Zafra kaicherae is een slakkensoort uit de familie van de Columbellidae. De wetenschappelijke naam van de soort is voor het eerst geldig gepubliceerd in 1990 door Drivas & Jay.